# Saison 2012-2013 du CS Constantine
Maillots
Chronologie
Saison précédente Saison suivante
La saison 2012-2013 du Club Sportif Constantinois est la 17e saison du club en première division du Championnat d'Algérie de football.

## Transferts

### Transferts estivaux
| Nom                     | Nationalité | Poste     | Transfert       | Provenance/Destination | Division             |
| ----------------------- | ----------- | --------- | --------------- | ---------------------- | -------------------- |
| Arrivées                |             |           |                 |                        |                      |
| Mohamed Seghir Ferradji | Algérie     | Gardien   |                 | CA Bordj Bou Arreridj  | Ligue 2 DZ           |
| Abderraouf Natèche      | Algérie     | Gardien   |                 | NA Hussein Dey         | Ligue 2 DZ           |
| Abderaouf Zarabi        | Algérie     | Défenseur |                 | JS Kabylie             | Ligue 1 DZ           |
| Amer Belakhdar          | Algérie     | Défenseur |                 | JSM Béjaïa             | Ligue 1 DZ           |
| Amine Boulahia          | Algérie     | Défenseur |                 | JSM Béjaïa             | Ligue 1 DZ           |
| Youcef Nehari           | Algérie     | Défenseur |                 | MC Saida               | Ligue 1 DZ           |
| Adlen Griche            | Algérie     | Défenseur |                 | USM El Harrach         | Ligue 1 DZ           |
| Abdelkader Messaoudi    | Algérie     | Défenseur |                 | USM Annaba             | Ligue 2 DZ           |
| Antar Boucherit         | Algérie     | Milieu    |                 | JSM Béjaïa             | Ligue 1 DZ           |
| Fouad Allag             | Algérie     | Milieu    |                 | NA Hussein Dey         | Ligue 1 DZ           |
| Karim Benounes          | Algérie     | Milieu    | Transfert libre | Egri FC                | Nemzeti Bajnokság II |
| Mehdi Kerrouche         | Algérie     | Attaquant | Transfert libre | Swindon Town           | EFL League Two       |
| Nabil Hemani            | Algérie     | Attaquant |                 | JS Kabylie             | Ligue 1 DZ           |
| Hamza Boulemdaïs        | Algérie     | Attaquant |                 | JS Kabylie             | Ligue 1 DZ           |
| Départs                 |             |           |                 |                        |                      |
| Amara Daif              | Algérie     | Gardien   |                 | USM Alger              | Ligue 1 DZ           |
| Abderrahmane Lemaici    | Algérie     | Défenseur |                 | MO Constantine         | Ligue 2 DZ           |
| Zineddine Mekkaoui      | Algérie     | Défenseur |                 | JS Kabylie             | Ligue 1 DZ           |
| Mohamed Khoutir Ziti    | Algérie     | Défenseur |                 | ES Sétif               | Ligue 1 DZ           |
| Fodil Hadjadj           | Algérie     | Milieu    |                 | ASO Chlef              | Ligue 1 DZ           |
| Mohamed Dahmane         | Algérie     | Attaquant |                 | Bucaspor               | Ptt 1.Lig            |
| Efosa Eguakun           | Nigeria     | Attaquant | Prêt            | Hatta Club             | Arab Gulf League     |
| Fouad Bouguerra         | Algérie     | Attaquant | Fin du prêt     | Győri ETO FC           | OTP Bank Liga        |

### Transferts hivernaux
| Nom                     | Nationalité | Poste     | Transfert       | Provenance/Destination | Division             |
| ----------------------- | ----------- | --------- | --------------- | ---------------------- | -------------------- |
| Arrivées                |             |           |                 |                        |                      |
| Lounès Gaouaoui         | Algérie     | Gardien   |                 | AS Khroub              | Ligue 1 DZ           |
| Reda Benhadj            | Algérie     | Milieu    | Fin du prêt     | Najran SC              | Saudi Premier League |
| Bilal Bahloul           | Algérie     | Milieu    |                 | JSM Béjaïa             | Ligue 1 DZ           |
| Mohamed Tiaïba          | Algérie     | Attaquant |                 | MC El Eulma            | Ligue 1 DZ           |
| Abdenour Hadiouche      | Algérie     | Attaquant |                 | JS Kabylie             | Ligue 1 DZ           |
| Départs                 |             |           |                 |                        |                      |
| Mohamed Seghir Ferradji | Algérie     | Gardien   |                 |                        |                      |
| Abderaouf Zarabi        | Algérie     | Défenseur |                 | MC Oran                | Ligue 1 DZ           |
| Réda Haouche            | Algérie     | Défenseur | Prêt            | RC Arbaa               | Ligue 2 DZ           |
| Yazid Mansouri          | Algérie     | Milieu    | Fin de carrière |                        |                      |
| Karim Benounes          | Algérie     | Milieu    |                 |                        |                      |

## Résultats

### Ligue 1
| J.  | Rencontre             | Rencontre | Rencontre             | Place |
| --- | --------------------- | --------- | --------------------- | ----- |
| 1re | USM Alger             | 1-1       | CS Constantine        |       |
| 2e  | CS Constantine        | 4-3       | MC Oran               |       |
| 3e  | ASO Chlef             | 1-1       | CS Constantine        |       |
| 4e  | CS Constantine        | 1-1       | JSM Béjaïa            |       |
| 5e  | USM Bel Abbès         | 0-2       | CS Constantine        |       |
| 6e  | CS Constantine        | 1-0       | CR Belouizdad         |       |
| 7e  | JS Saoura             | 0-0       | CS Constantine        |       |
| 8e  | MC Alger              | 1-0       | CS Constantine        |       |
| 9e  | CS Constantine        | 1-2       | JS Kabylie            |       |
| 10e | CA Bordj Bou Arreridj | 1-1       | CS Constantine        |       |
| 11e | CS Constantine        | 2-0       | WA Tlemcen            |       |
| 12e | MC El Eulma           | 1-0       | CS Constantine        |       |
| 13e | CS Constantine        | 2-0       | CA Batna              |       |
| 14e | USM El Harrach        | 1-0       | CS Constantine        |       |
| 15e | CS Constantine        | 1-1       | ES Sétif              |       |
| 16e | CS Constantine        | 1-0       | USM Alger             |       |
| 17e | MC Oran               | 1-1       | CS Constantine        |       |
| 18e | CS Constantine        | 1-0       | ASO Chlef             |       |
| 19e | JSM Béjaïa            | 0-0       | CS Constantine        |       |
| 20e | CS Constantine        | 2-1       | USM Bel Abbès         |       |
| 21e | CR Belouizdad         | 1-1       | CS Constantine        |       |
| 22e | CS Constantine        | 2-1       | JS Saoura             |       |
| 23e | CS Constantine        | 0-0       | MC Alger              |       |
| 24e | JS Kabylie            | 1-1       | CS Constantine        |       |
| 25e | CS Constantine        | 1-0       | CA Bordj Bou Arreridj |       |
| 26e | WA Tlemcen            | 0-0       | CS Constantine        |       |
| 27e | CS Constantine        | 3-0       | MC El Eulma           |       |
| 28e | CA Batna              | 1-4       | CS Constantine        |       |
| 29e | CS Constantine        | 0-0       | USM El Harrach        |       |
| 30e | ES Sétif              | 1-3       | CS Constantine        |       |

### Classement final
Le classement est établi sur le barème de points classique : victoire à 3 points, match nul à 1, défaite à 0.
Critères de départage :
1. plus grand nombre de points obtenus par une équipe lors des matchs joués entre les équipes en question ;
2. plus grande différence de buts obtenue par une équipe lors des matchs joués entre les équipes en question ;
3. plus grande différence de buts obtenue par une équipe sur l'ensemble des matchs joués par les équipes en question lors de la phase aller ;
4. Le plus grand nombre de buts marqués par une équipe sur l'ensemble des matchs joués par les équipes en question lors de la phase aller ;
5. match d'appui avec prolongation éventuelle et tirs au but est organisé par la ligue sur terrain neutre[5].

| Rang | Équipe                | Pts | J  | G  | N  | P  | Bp | Bc | Diff |
| ---- | --------------------- | --- | -- | -- | -- | -- | -- | -- | ---- |
| 1    | ES Sétif T            | 59  | 30 | 18 | 5  | 7  | 55 | 27 | +28  |
| 2    | USM El Harrach        | 57  | 30 | 17 | 6  | 7  | 38 | 22 | +16  |
| 3    | CS Constantine        | 52  | 30 | 13 | 13 | 4  | 37 | 20 | +17  |
| 4    | USM Alger C S         | 51  | 30 | 15 | 6  | 9  | 32 | 15 | +17  |
| 5    | MC Alger -3           | 50  | 30 | 15 | 8  | 7  | 33 | 24 | +9   |
| 6    | CR Belouizdad         | 44  | 30 | 11 | 11 | 8  | 32 | 26 | +6   |
| 7    | JS Kabylie            | 41  | 30 | 11 | 8  | 11 | 32 | 31 | +1   |
| 8    | MC El Eulma           | 40  | 30 | 9  | 13 | 8  | 29 | 27 | +2   |
| 9    | JS Saoura             | 38  | 30 | 10 | 8  | 12 | 28 | 26 | +2   |
| 10   | ASO Chlef             | 38  | 30 | 10 | 8  | 12 | 26 | 29 | -3   |
| 11   | JSM Béjaïa            | 38  | 30 | 9  | 11 | 10 | 28 | 32 | -4   |
| 12   | MC Oran               | 34  | 30 | 8  | 10 | 12 | 33 | 41 | -8   |
| 13   | CA Bordj Bou Arreridj | 33  | 30 | 7  | 12 | 11 | 20 | 26 | -6   |
| 14   | CA Batna              | 26  | 30 | 6  | 8  | 16 | 20 | 46 | -26  |
| 15   | WA Tlemcen            | 24  | 30 | 6  | 6  | 18 | 19 | 43 | -24  |
| 16   | USM Bel-Abbès         | 22  | 30 | 5  | 7  | 18 | 18 | 45 | -27  |

#### Classement buteurs
| Noms               | Buts |
| ------------------ | ---- |
| Hamza Boulemdaïs   | 10   |
| Yassine Bezzaz     | 6    |
| Mohamed Tiaïba     | 3    |
| Abdenour Hadiouche | 3    |
| Amine Boulahia     | 3    |
| Amer Belakhdar     | 3    |
| Yahia Djilali      | 2    |
| Ayoub Ferhat       | 1    |
| Fouad Allag        | 1    |
| Antar Boucherit    | 1    |
| Reda Benhadj       | 1    |
| Karim Nait-Yahia   | 1    |

### Coupe d'Algérie
Trente-deuxièmes de finale
| 14 décembre 2012 | USM Annaba (2) | 0 - 3   | (1) CS Constantine                       |                                                         |                                                         |
| 15 h 00 UTC+1    |                | (0 - 3) | 12e Boulemdaïs · 26e Nehari · 39e Hemani | Stade du 19-Mai-1956, Annaba Arbitrage : Mokhtar Amalou | Stade du 19-Mai-1956, Annaba Arbitrage : Mokhtar Amalou |
| 15 h 00 UTC+1    | Rapport        |         |                                          | Stade du 19-Mai-1956, Annaba Arbitrage : Mokhtar Amalou | Stade du 19-Mai-1956, Annaba Arbitrage : Mokhtar Amalou |

Seizièmes de finale
| 28 décembre 2012 | CS Constantine (1)                                                | 5 - 1   | (1) USM Bel-Abbès |                                                       |                                                       |
| 15 h 00 UTC+1    | Hemani 2e · Bezzaz 4e (pen.) · Boulemdaïs 9e 54e · Naït Yahia 14e | (4 - 1) | 38e El Bahari     | Stade Mohamed-Hamlaoui, Constantine Arbitrage : Emrid | Stade Mohamed-Hamlaoui, Constantine Arbitrage : Emrid |
| 15 h 00 UTC+1    | Rapport                                                           |         |                   | Stade Mohamed-Hamlaoui, Constantine Arbitrage : Emrid | Stade Mohamed-Hamlaoui, Constantine Arbitrage : Emrid |

Huitièmes de finale
| 2 mars 2013   | CS Constantine (1)                             | 3 - 1   | (2) USM Blida |                                                             |                                                             |
| 14 h 00 UTC+1 | Boucherit 15e (pen.) · Tiaïba 35e · Hemani 70e | (2 - 1) | 25e Melika    | Stade Mohamed-Hamlaoui, Constantine Arbitrage : Farouk Mial | Stade Mohamed-Hamlaoui, Constantine Arbitrage : Farouk Mial |
| 14 h 00 UTC+1 | Rapport                                        |         |               | Stade Mohamed-Hamlaoui, Constantine Arbitrage : Farouk Mial | Stade Mohamed-Hamlaoui, Constantine Arbitrage : Farouk Mial |

Quarts de finale
| 29 mars 2013  | MC Alger (1)                                     | 3 - 0   | (1) CS Constantine |                                                            |                                                            |
| 17 h 00 UTC+1 | Bouguèche 42e · Ghazi 45e · Djallit 90+3e (pen.) | (2 - 0) |                    | Stade du 5-Juillet-1962, Alger Arbitrage : Djamel Haimoudi | Stade du 5-Juillet-1962, Alger Arbitrage : Djamel Haimoudi |
| 17 h 00 UTC+1 | Rapport                                          |         |                    | Stade du 5-Juillet-1962, Alger Arbitrage : Djamel Haimoudi | Stade du 5-Juillet-1962, Alger Arbitrage : Djamel Haimoudi |

#### Classement buteurs
| Noms             | Buts |
| ---------------- | ---- |
| Hamza Boulemdaïs | 3    |
| Nabil Hemani     | 3    |
| Yassine Bezzaz   | 1    |
| Karim Nait Yahia | 1    |
| Mohamed Tiaïba   | 1    |
| Antar Boucherit  | 1    |
| Youcef Nehari    | 1    |

#### Classement passeurs
| Noms             | Buts |
| ---------------- | ---- |
| Yassine Bezzaz   | 2    |
| Karim Nait Yahia | 2    |
| Amine Boulahia   | 2    |
| Nabil Hemani     | 1    |
| Mohamed Tiaïba   | 1    |